# Eleição para governador de Nova Iorque em 2018
A eleição para governador de Nova Iorque em 2018 foi realizada no dia 6 de novembro. Tanto o governador como o vice-governador de Nova Iorque foram eleitos nesta data; enquanto os candidatos de cada partido para governador e vice-governador formaram uma chapa na eleição geral, os candidatos de cada partido aos dois cargos foram separados nas primárias.
Em 15 de novembro de 2016, o então governador Democrata Andrew Cuomo anunciou sua intenção de concorrer a um terceiro mandato. Em 13 de setembro de 2018, Cuomo derrotou a atriz e ativista Cynthia Nixon nas primárias Democratas para governador. A vice de Cuomo, a vice-governadora Kathy Hochul, derrotou o membro do conselho da cidade de Nova Iorque, Jumaane Williams, nas primárias Democratas.
O executivo do Condado de Dutchess e ex-membro da Assembleia do Estado de Nova Iorque, Marcus Molinaro, concorreu a governador tomando uma posição republicana, conservadora e reformista, acompanhado por Julie Killian, ex-membro do conselho da cidade de Rye, no papel de running mate. Como o estado é um dos únicos estados americanos a permitir coligações, o Partido Democrata se uniu com os partidos da igualdade das mulheres e o Partido das Famílias Trabalhadoras, enquanto que os republicanos se uniram com os reformistas e os conservadores.

## Contexto
O governador Democrata, Andrew Cuomo, decidiu em 2014 concorrer à reeleição para um segundo mandato. Ele derrotou Zephyr Teachout na eleição primária, 63% a 33%, e depois derrotou o candidato republicano Rob Astorino, 54% a 40%, na eleição geral.
As eleições para governadores de Nova Iorque operam em um sistema primário dividido: os candidatos a governador e vice-governador de cada partido concorrem em eleições primárias separadas. Na eleição geral, os candidatos são escolhidos como ingressos unificados de governador e vice-governador. Nova Iorque reconhece a fusão eleitoral; os candidatos podem contar os votos que recebem em todas as linhas partidárias em relação ao total geral de votos, mas somente se o governador e o vice-governador corresponderem a todas as partes (assim, em teoria, é possível que um candidato a governador receba a maioria dos votos e ainda perca, caso existam diferentes vice-governadores em cada linha partidária; na prática, os terceiros utilizados para fins de fusão eleitoral tentam igualar seus respectivos tíquetes e reatribuir outros candidatos como candidatos fictícios em disputas menos importantes para permitir que os ingressos sejam unificados).
Os resultados da eleição governamental também determinam o acesso à votação e a votação para todas as eleições em Nova Iorque até 2022. Para se qualificar como um partido político em Nova Iorque pelos próximos quatro anos, o candidato a governador do partido deve receber 50.000 votos ou mais na eleição, com cada partido listado em ordem decrescente de cima para baixo com base nos votos que cada linha partidária recebe.

## Primárias Democratas
Em 23 de maio de 2018, o governador em função, Andrew Cuomo, garantiu a nomeação do Partido Democrata na convenção estadual, depois de obter apoio de mais de 95% dos delegados estaduais. Nenhum outro candidato se classificou para a votação principal na convenção, pois nenhum conseguiu cumprir o limite de 25% exigido para o delegado. Cynthia Nixon depois entrou com uma petição. Até 12 de julho, a sua petição tinha 65 000 assinaturas, quatro vezes mais do que as 15.000 necessárias para forçar uma eleição primária.

### Candidatos

#### Nomeado
- Andrew Cuomo, atual governador.[1]

#### Declarados
- Cynthia Nixon, atriz e ativista.[8]

#### Resultados
| Resultados das primárias do partido Democrata | Resultados das primárias do partido Democrata | Resultados das primárias do partido Democrata | Resultados das primárias do partido Democrata | Resultados das primárias do partido Democrata |
| Partido                                       | Partido                                       | Candidato                                     | Votos                                         | %                                             |
| --------------------------------------------- | --------------------------------------------- | --------------------------------------------- | --------------------------------------------- | --------------------------------------------- |
|                                               | Democrata                                     | Andrew Cuomo                                  | 978.168                                       | 65,6 %                                        |
|                                               | Democrata                                     | Cynthia Nixon                                 | 512.685                                       | 34,4 %                                        |
| Total de votos                                | Total de votos                                | Total de votos                                | 1.490.753                                     | 100%                                          |

| Resultados da escolha do candidato à vice | Resultados da escolha do candidato à vice | Resultados da escolha do candidato à vice | Resultados da escolha do candidato à vice | Resultados da escolha do candidato à vice |
| Partido                                   | Partido                                   | Candidato                                 | Votos                                     | %                                         |
| ----------------------------------------- | ----------------------------------------- | ----------------------------------------- | ----------------------------------------- | ----------------------------------------- |
|                                           | Democrata                                 | Kathy Hochul                              | 733.591                                   | 53,3 %                                    |
|                                           | Democrata                                 | Jumaane D. Williams                       | 641.631                                   | 46,7 %                                    |
| Total de votos                            | Total de votos                            | Total de votos                            | 1.375.222                                 | 99%                                       |

## Primárias Republicanas
Em 23 de maio de 2018, o Partido Republicano indicou por unanimidade Marcus Molinaro como seu candidato a governador de Nova Iorque em sua convenção estadual. Nenhum desafiante tentou fazer uma petição na votação principal, então nenhuma primária republicana foi realizada.

### Candidatos

#### Nomeado
- Marcus Molinaro, executivo do Condado de Dutchess e ex-membro da Assembleia do Estado de Nova Iorque.[11]

## Outros partidos

### Verde
Em 12 de abril de 2018, Howie Hawkins, que inicialmente sugeriu após a eleição de 2014 que não se candidataria ao cargo novamente, lançou sua terceira campanha consecutiva para governador de Nova Iorque, sua 21ª disputa para cargos públicos.

#### Nomeado
- Howie Hawkins, co-fundador do partido e candidato perene.[13]

### Libertarismo
Em 12 de julho de 2017, Larry Sharpe, consultor de negócios e segundo colocado nas primárias de vice-presidente do Partido Libertário em 2016, anunciou oficialmente que concorreria ao cargo de governador de Nova Iorque em 2018. Sharpe foi a primeira pessoa a anunciar sua candidatura para concorrer com o governador em exercício Andrew Cuomo. Em 19 de agosto de 2018, o Partido Libertário anunciou que havia coletado mais de 30.000 assinaturas para colocar seu ingresso nas eleições de novembro. As petições de Sharpe sobreviveram a um pedido de petição.

#### Nomeado
- Larry Sharpe, consultor de negócios e segundo classificado nas primárias vice-presidenciais do Partido Libertário em 2016.[16]

### Movimento Servir América
Em 18 de junho de 2018, a ex-prefeita de Syracuse, Stephanie Miner, após manifestar interesse informal pelas indicações à outros dois partidos, entrou para a disputa do governo como candidata a um terceiro partido. Miner juntou-se a um novo partido, o Serve America Movement (SAM), formado por pessoas descontentes com a estrutura partidária existente após as eleições de 2016. Ela será a primeira candidata do partido.

#### Nomeado
- Stephanie Miner, ex-presidente do Partido Democrata e ex-prefeita de Syracuse.

## Eleições gerais

### Angariação de fundos
| Relatórios de finanças da campanha em 10 de outubro de 2018 | Relatórios de finanças da campanha em 10 de outubro de 2018 |
| ----------------------------------------------------------- | ----------------------------------------------------------- |
| Candidato                                                   | Quantidade levantada                                        |
| Andrew Cuomo                                                | US$ 21.590.469,04                                           |
| Marcus Molinaro                                             | US$ 1.541.750,14                                            |
| Larry Sharpe                                                | US$ 376.897,19                                              |
| Stephanie Miner                                             | US$ 658.438,93                                              |
| Howie Hawkins                                               | US$ 50.561,94                                               |
| Fonte: New York State Board of Elections                    |                                                             |

### Debates
| Anfitrião             | Data                  | Ref.   | Participantes    | Participantes       | Participantes    | Participantes     | Participantes         |
| Anfitrião             | Data                  | Ref.   | Andrew Cuomo (D) | Marcus Molinaro (R) | Larry Sharpe (L) | Howie Hawkins (G) | Stephanie Miner (SAM) |
| --------------------- | --------------------- | ------ | ---------------- | ------------------- | ---------------- | ----------------- | --------------------- |
| WCBS-TV               | 23 de outubto de 2018 | [ 20 ] | Participou       | Participou          | Não-convidado    | Não-convidado     | Não-convidado         |
| Colégio de Santa Rosa | 1 de novembro de 2018 | [ 21 ] | Não-participou   | Participou          | Participou       | Participou        | Participou            |

### Pesquisas de opinião
| Fonte                    | Data                 | Amostra | Margem de erro | Andrew Cuomo (D) | Marcus Molinaro (R) | Stephanie Miner (SAM) | Howie Hawkins (V) | Larry Sharpe (L) | Outros | Indecisos |
| ------------------------ | -------------------- | ------- | -------------- | ---------------- | ------------------- | --------------------- | ----------------- | ---------------- | ------ | --------- |
| Research Co.             | 1–3 nov, 2018        | 450     | ± 4.6%         | 54%              | 37%                 | –                     | –                 | –                | 3%     | 6%        |
| Siena College            | 28 out – 1 nov, 2018 | 641     | ± 3.9%         | 49%              | 36%                 | 2%                    | 2%                | 3%               | 0%     | 7%        |
| Quinnipiac University    | 10–16 out, 2018      | 852     | ± 4.4%         | 58%              | 35%                 | –                     | –                 | –                | 2%     | 5%        |
| Gravis Marketing         | 4–8 out, 2018        | 783     | ± 3.5%         | 48%              | 25%                 | 8%                    | 6%                | 13%              | –      | –         |
| Siena College            | 20–27 set, 2018      | 701     | ± 3.9%         | 56%              | 38%                 | –                     | –                 | –                | 0%     | 4%        |
| Liberty Opinion Research | 29–30 ago, 2018      | 2,783   | ± 1.9%         | 46%              | 43%                 | –                     | –                 | –                | –      | 11%       |
| Quinnipiac University    | 12–16 jul, 2018      | 934     | ± 4.1%         | 57%              | 31%                 | –                     | –                 | –                | 0%     | 8%        |
| Zogby Analytics          | 27 jun – 3 jul, 2018 | 708     | ± 3.7%         | 50%              | 27%                 | 10%                   | 4%                | –                | –      | 9%        |
| Zogby Analytics          | 27 jun – 3 jul, 2018 | 708     | ± 3.7%         | 49%              | 27%                 | 11%                   | –                 | –                | –      | 12%       |
| Zogby Analytics          | 27 jun – 3 jul, 2018 | 708     | ± 3.7%         | 52%              | 32%                 | –                     | –                 | –                | –      | 15%       |
| Siena College            | 4–7 jun, 2018        | 745     | ± 3.7%         | 56%              | 37%                 | –                     | –                 | –                | 1%     | 5%        |
| Gravis Marketing         | 4–7 jun, 2018        | 654     | ± 3.8%         | 55%              | 45%                 | –                     | –                 | –                | –      | –         |
| Quinnipiac University    | 26 abr – 1 mai, 2018 | 1,076   | ± 3.7%         | 57%              | 26%                 | –                     | –                 | –                | 2%     | 12%       |
| Siena College            | 8–12 abr, 2018       | 692     | ± 4.3%         | 57%              | 31%                 | –                     | –                 | –                | 0%     | 9%        |
| Siena College            | 11–16 mar, 2018      | 772     | ± 4.0%         | 57%              | 29%                 | –                     | –                 | –                | 0%     | 11%       |

### Resultados
Andrew Cuomo conseguiu seu terceiro mandato como governador de Nova Iorque, derrotando seus quatro oponentes com facilidade. Sua vitória foi em grande parte devido ao aumento do comparecimento dos eleitores às urnas; em números brutos, seu total de votos aumentou 62% em comparação com a eleição de 2014. Ele venceu em todos os condados no estado de Nova Iorque, retomando o condado de Suffolk, em Long Island e os condados de Monroe e Ulster de volta a seu favor depois de perde-los em 2014. Além desses, os únicos outros condados a votar em Cuomo foram os urbanos de Erie, Onondaga e Albany, além do tradicional Condado de Tompkins.
Marcus Molinaro também ganhou votos em comparação ao seu antecessor republicano, Rob Astorino, mas por uma quantia menor: ganhou 36% mais votos que Astorino e mudou a opinião da maioria nos condados de Franklin, Clinton, Essex e Broome que ficaram a seu favor depois de cada um ter votado em Cuomo nas eleições de 2014.
Howie Hawkins reteve o acesso à cédula para o Verde por mais quatro anos. Stephanie Miner ultrapassou por pouco o limite de 50.000 votos para permitir o acesso ao voto do seu partido. O o Partido Libertário de Nova York obteve acesso às urnas com os 90.816 votos de Larry Sharpe, pela primeira vez em mais de 40 anos de história do partido, apesar de vários esforços anteriores; Sharpe teve um desempenho maior nos condados rurais do interior, terminando com mais de 10% dos votos no Condado de Schuyler. O Reformista do Estado de Nova York e o Partido da Igualdade das Mulheres caíram abaixo do limiar de 50.000 votos e perderam o acesso automático às urnas, enquanto o Partido da Independência, que manteve o acesso às urnas, continuou seu declínio de anos.
| Resultado da eleição para governador de Nova Iorque | Resultado da eleição para governador de Nova Iorque | Resultado da eleição para governador de Nova Iorque | Resultado da eleição para governador de Nova Iorque | Resultado da eleição para governador de Nova Iorque | Resultado da eleição para governador de Nova Iorque |
| Partido                                             | Partido                                             | Candidato                                           | Vice                                                | Votos                                               | %                                                   |
| --------------------------------------------------- | --------------------------------------------------- | --------------------------------------------------- | --------------------------------------------------- | --------------------------------------------------- | --------------------------------------------------- |
|                                                     | Democrata                                           | Andrew Cuomo                                        | Kathy Hochul                                        | 3.158.459                                           | 54,53 %                                             |
|                                                     | Working Families                                    | Andrew Cuomo                                        | Kathy Hochul                                        | 106.008                                             | 1.83 %                                              |
|                                                     | Independência                                       | Andrew Cuomo                                        | Kathy Hochul                                        | 63.518                                              | 1.10 %                                              |
|                                                     | Women's Equality                                    | Andrew Cuomo                                        | Kathy Hochul                                        | 25.510                                              | 0.44 %                                              |
| Total                                               | Total                                               | Total                                               | Total                                               | 3.353.495                                           | 57,90 %                                             |
|                                                     | Republicano                                         | Marcus Molinaro                                     | Julie Killian                                       | 1.824.581                                           | 31,50 %                                             |
|                                                     | Conservador                                         | Marcus Molinaro                                     | Julie Killian                                       | 238.578                                             | 4.12 %                                              |
|                                                     | Reformista                                          | Marcus Molinaro                                     | Julie Killian                                       | 26.069                                              | 0.45 %                                              |
| Total                                               | Total                                               | Total                                               | Total                                               | 2.089.228                                           | 36,07 %                                             |
|                                                     | Verde                                               | Howie Hawkins                                       | Jia Lee                                             | 95.716                                              | 1,65 %                                              |
|                                                     | Partido Libertário (Estados Unidos)                 | Larry Sharpe                                        | Andrew Hollister                                    | 90.816                                              | 1,57 %                                              |
|                                                     | SAM                                                 | Stephanie Miner                                     | Michael Volpe                                       | 51.367                                              | 0,89 %                                              |
|                                                     | Brancos                                             | Brancos                                             | Brancos                                             | 90.558                                              | 1,56 %                                              |
|                                                     | Nulos                                               | Nulos                                               | Nulos                                               | 20.825                                              | 0,36 %                                              |
| Total de votos                                      | Total de votos                                      | Total de votos                                      | Total de votos                                      | 5.792.005                                           | 100 %                                               |